# Liste des œuvres d'art de Reims
Pour un article plus général, voir Liste des œuvres d'art de la Marne.
Cet article vise à recenser les œuvres d'art dans l'espace public de Reims, en France.

## Avertissement
Les photos des œuvres d'art sont remplacées par des représentations BD lorsqu'elles peuvent potentiellement contrevenir aux droits des auteurs.

## Liste

### Sculptures
| Œuvre                                                         | Auteur                                                                            | Localisation                                                   | Notes | Installation                         | Coordonnées                      | Illustration                                                              |
| ------------------------------------------------------------- | --------------------------------------------------------------------------------- | -------------------------------------------------------------- | --- | ------------------------------------ | -------------------------------- | ------------------------------------------------------------------------- |
| Canoë                                                         | Gilberto Zorio                                                                    | Médiathèque Jean Falala                                        | Œuvre du 1%. | 2003                                 | 49° 15′ 10″ nord, 4° 01′ 56″ est | Canoë                                                                     |
| Ile                                                           | Nicolas Floc'h                                                                    | Archives départementales de la Marne                           | Œuvre du 1%. | 2015                                 | 49° 14′ 45″ nord, 4° 03′ 46″ est | Ile                                                                       |
| J’ai maché des arbres…                                        | Sylvain Grout et Yann Mazéas                                                      | Médiathèque Croix-Rouge, 19 Rue Jean Louis Debar               | Œuvre du 1%. | Juillet 2006                         | 49° 13′ 41″ nord, 4° 00′ 49″ est | J’ai maché des arbres…                                                    |
| Luchrone                                                      | Alain Le Boucher                                                                  | boulevard Dieu-Lumière                                         | | 1989                                 | 49° 15′ 20″ nord, 4° 02′ 03″ est | Luchrone                                                                  |
| Pierre d'heures                                               | Christian Renonciat                                                               | Place des Loges-Coquault                                       | Cadran solaire. | 1991                                 | 49° 15′ 04″ nord, 4° 02′ 06″ est | Pierre d'heures                                                           |
| Le combat de Cerfs                                            | Pierre-Albert Laplanche                                                           | Parc de la Patte d'oie                                         | | 1932                                 | 49° 15′ 12″ nord, 4° 01′ 14″ est | Cerf victo                                                                |
| Le Baptême de Clovis                                          | Daphné Du Barry                                                                   | Rue Saint-Julien                                               | | 1996                                 | 49° 14′ 35″ nord, 4° 02′ 34″ est | Image manquante                                                           |
| Pensée accomplissant son effort de résurrection               | Paul Lefebvre                                                                     | Square de la Mission 1821                                      | | 1929                                 | 49° 15′ 43″ nord, 4° 01′ 50″ est | Pensée accomplissant son effort de résurrection                           |
| Porteuse d'eau ou Jeune fille à la cruche                     | Joseph Bernard                                                                    | Square Demaison                                                | Modèle créé en 1910. | 1970                                 | 49° 14′ 54″ nord, 4° 03′ 47″ est | Porteuse d'eau                                                            |
| Monument à Henri Farman                                       | William Noblet                                                                    | Rond-Point Porte Farman                                        | | À déterminer                         | 49° 14′ 11″ nord, 4° 04′ 14″ est | Monument à Henri Farman                                                   |
| Jean-Baptiste Colbert                                         | Jacques-Edme Dumont                                                               | 1 Rue Navier (Reims)                                           | Cette statue faisait partie du groupe de statues des quatre ministres veillant sur le Palais Bourbon et incarnant les vertus du service public. | 1808                                 | 49° 14′ 41″ nord, 4° 02′ 26″ est | Statue de Jean-Baptiste Colbert devant le Rectorat de l'académie de Reims |
| Le Livre                                                      | André Michel                                                                      | 1 Rue Navier (Reims)                                           | Œuvre du 1%. | 1980                                 | 49° 14′ 40″ nord, 4° 02′ 24″ est | Image manquante                                                           |
| Carabinier                                                    | Joseph Chinard                                                                    | 66 rue de Courlancy                                            | Réplique en bronze de la statue de l'arc de triomphe du Carrousel de Paris.                                                                     | Déplacé du parc de la Haubette en ?? | 49° 14′ 36″ nord, 4° 01′ 14″ est | Carabinier                                                                |
| Contact                                                       | Catherine Bouroche                                                                | Collège Maryse Bastié, 59 rue de Bétheny                       | Œuvre du 1%. | 1975                                 | 49° 16′ 13″ nord, 4° 02′ 39″ est | Contact                                                                   |
| Girouette Champenois                                          | José Subira-Puig                                                                  | Lycée Hugues Libergier, 20 rue des Augustins                   | Œuvre du 1%. | 1976                                 | 49° 15′ 05″ nord, 4° 02′ 23″ est | Image manquante                                                           |
| Sans titre                                                    | Emile Compard                                                                     | Collège Saint Remi, 2 rue Nicolas-Roland                       | Œuvre du 1%. | 1960                                 | 49° 14′ 39″ nord, 4° 02′ 11″ est | Image manquante                                                           |
| Sirène                                                        | Claude Grange                                                                     | Groupe Scolaire ruisselet,10 rue du Ruisselet                  | Œuvre du 1%. | Création 1971, installation 1972     | 49° 14′ 43″ nord, 4° 02′ 16″ est | Image manquante                                                           |
| Sans titre                                                    | Alberto Guzman                                                                    | Collège Trois Fontaines, 247 Rue Paul Vaillant-Couturier       | Œuvre du 1%. | 1975 ?                               | 49° 16′ 35″ nord, 4° 00′ 40″ est | Sans titre                                                                |
| Titre à déterminer                                            | À déterminer                                                                      | Collège Trois Fontaines 228 Rue Saint-Thierry                  | | À déterminer                         | 49° 16′ 35″ nord, 4° 00′ 31″ est | Image manquante                                                           |
| Sans titre connu                                              | Robert Fachard                                                                    | Cour d'Appel de Reims, 201 rue des Capucins                    | Œuvre du 1%. | 1982                                 | 49° 14′ 43″ nord, 4° 02′ 11″ est | Sans titre connu                                                          |
| Les Guetteurs                                                 | Pierre Fillos                                                                     | 19 Boulevard Louis Barthou                                     | | 1976                                 | 49° 13′ 59″ nord, 4° 01′ 57″ est | Image manquante                                                           |
| Parcours sans fin                                             | Francesco Marino Di Teana                                                         | Campus Croix Rouge,57 Bis Rue Pierre Taittinger                | | 1980                                 | 49° 14′ 15″ nord, 4° 00′ 13″ est | Image manquante                                                           |
| Le chevalier Mozart                                           | Maurice Calka                                                                     | Place Mozart                                                   | 1959, installé en 1965 puis déplacé en 2020. | 1959                                 | 49° 14′ 19″ nord, 4° 01′ 18″ est | Le chevalier Mozart                                                       |
| Monument en l'honneur de Jean-Baptiste Langlet                | Auguste coutin                                                                    | 53 cours Langlet                                               | | À déterminer                         | 49° 15′ 27″ nord, 4° 01′ 46″ est | Monument en l'honneur de Jean-Baptiste Langlet                            |
| Musée dedans ..Musée dehors. Les animaux s'échappent du musée | Habitants des Quartiers Jean-Jaures/Chalet, Epinettes, Cerbay/Europe et Yann Jost | Parc Maryse Bastié, 59 Rue de Bétheny                          | | 2018                                 | 49° 16′ 05″ nord, 4° 02′ 48″ est | Musée dedans ..Musée dehors. Les animaux s'échappent du musée             |
| Le bateau parmi les étoiles                                   | Jacques Darolles                                                                  | Place des Argonautes                                           | | 1995                                 | 49° 13′ 36″ nord, 4° 02′ 07″ est | Image manquante                                                           |
| Monument à Charles Arnould                                    | Léon Chavalliaud                                                                  | Place Verte Boulevard Charles-Arnould                          | | 1908                                 | 49° 16′ 10″ nord, 4° 01′ 13″ est | Monument à Charles Arnould                                                |
| Buste d'Andrew Carnegie                                       | À déterminer                                                                      | Bibliothèque Carnegie, 2 place Carnegie                        | | 1928                                 | 49° 15′ 11″ nord, 4° 02′ 09″ est | Buste d'Andrew Carnegie                                                   |
| Jean-Baptiste Colbert                                         | Eugène Guillaume                                                                  | Square Colbert                                                 | | 1860                                 | 49° 15′ 30″ nord, 4° 01′ 33″ est | Jean-Baptiste Colbert                                                     |
| Dans l'intervalle                                             | Christian Lapie                                                                   | Place de Stalingrad                                            | 7 sculptures ; 9 sculptures similaires sont érigées sur l'esplanade Alfred-Nobel à Bezannes.                                                    | 2011                                 | 49° 15′ 07″ nord, 4° 01′ 23″ est | Dans l'intervalle                                                         |
| Depth of Things                                               | Nathalie Talec                                                                    | U.R.C.A. campus Croix-Rouge                                    | | 2015                                 | 49° 14′ 06″ nord, 4° 00′ 07″ est | Image manquante                                                           |
| La Stèle                                                      | Brigitte Simon                                                                    | Cité Scolaire Colbert                                          | Œuvre du 1%. | 1977 ? (commission 1% du 09/07/1975) | 49° 16′ 57″ nord, 4° 01′ 18″ est | Image manquante                                                           |
| Élévation des Âmes                                            | René de Saint-Marceaux                                                            | Cimetière du Nord                                              | | 1908                                 | 49° 15′ 42″ nord, 4° 01′ 56″ est | Élévation des Âmes                                                        |
| Jean-Baptiste Drouet d'Erlon                                  | Louis Rochet                                                                      | Boulevards Victor-Hugo et Henry-Vasnier                        | | À déterminer                         | 49° 14′ 52″ nord, 4° 02′ 38″ est | Jean-Baptiste Drouet d'Erlon                                              |
| Jean-Baptiste de la Salle                                     | Louis-Aimé Lejeune et Alexandre Falguière                                         | 20 rue de Contrai                                              | | 1875                                 | 49° 15′ 03″ nord, 4° 02′ 12″ est | Jean-Baptiste de la Salle                                                 |
| Fleur des vents                                               | Marcel Van Thienen                                                                | Parc François Arago                                            | | 1977                                 | 49° 13′ 47″ nord, 4° 00′ 22″ est | Image manquante                                                           |
| Titre à déterminer                                            | Jean-Jacques Staebler                                                             | I.U.T. R.C.C.                                                  | Œuvre du 1%. | À déterminer                         | 49° 14′ 27″ nord, 4° 03′ 43″ est | Titre à déterminer                                                        |
| Hommage à la technologie                                      | Francesco Marino Di Teana                                                         | I.U.T. R.C.C.                                                  | Œuvre du 1%. | 1969                                 | 49° 14′ 28″ nord, 4° 03′ 43″ est | Image manquante                                                           |
| Statue équestre de Jeanne d'Arc                               | Paul Dubois                                                                       | Place du Cardinal-Luçon                                        | | 1896                                 | 49° 15′ 13″ nord, 4° 01′ 56″ est | Statue équestre de Jeanne d'Arc                                           |
| Jeune Fille                                                   | Jean-Paul Bruyère                                                                 | Square Georges Méliès                                          | | À déterminer                         | 49° 12′ 50″ nord, 4° 01′ 46″ est | Jeune Fille                                                               |
| Lion assis                                                    | Antoine-Louis Barye                                                               | Jardin d'horticulture Pierre-Schneiter                         | | À déterminer                         | 49° 15′ 16″ nord, 4° 01′ 09″ est | Lion_Assis_de_Antoine_Louis_Barye.jpg                                     |
| Statue équestre de Louis XIII                                 | François Milhomme                                                                 | Hôtel de ville, façade sur place Veil                          | | À déterminer                         | 49° 15′ 29″ nord, 4° 01′ 54″ est | Statue équestre de Louis XIII                                             |
| Monument à Louis XV                                           | Jean-Baptiste Pigalle, Pierre Cartellier                                          | Place Royale                                                   | | 1765                                 | 49° 15′ 20″ nord, 4° 02′ 03″ est | Monument à Louis XV                                                       |
| Moulin-de-la-Housse                                           | Jacques-Victor André                                                              | U.R.C.A. campus Moulin-de-la-Housse                            | | 1997                                 | 49° 14′ 33″ nord, 4° 03′ 40″ est | Moulin-de-la-Housse                                                       |
| Na2C-Ar-Ne-Fe                                                 | Bernad Gerboud                                                                    | U.R.C.A. campus Moulin-de-la-Housse                            | Œuvre du 1%. | 1998                                 | 49° 14′ 30″ nord, 4° 03′ 58″ est | Na2C-Ar-Ne-Fe                                                             |
| Théorie du Chaos                                              | Shaim Haber                                                                       | U.R.C.A. campus Moulin-de-la-Housse                            | Œuvre du 1%. | 19??                                 | 49° 14′ 36″ nord, 4° 03′ 47″ est | Théorie du Chaos                                                          |
| Saint-Sixte                                                   | À déterminer                                                                      | Maison Diocesaine Saint-Sixte, 6 Rue du Lieutenant-Herduin     | | À déterminer                         | 49° 15′ 00″ nord, 4° 02′ 16″ est | Saint-Sixte                                                               |
| Sans titre                                                    | François Stahly                                                                   | Parc du pont de Vesle ou Arboretum                             | | 1970                                 | 49° 15′ 00″ nord, 4° 01′ 15″ est | Sans titre                                                                |
| Six religieuses                                               | Hélène Rémy                                                                       | U.R.C.A. campus Croix-Rouge                                    | Œuvre du 1%. | 2002                                 | 49° 14′ 13″ nord, 4° 00′ 00″ est | Six religieuses                                                           |
| Sur le chemin de la vie                                       | François Pompon                                                                   | Cimetière du Nord                                              | | 1908                                 | 49° 15′ 49″ nord, 4° 01′ 55″ est | Sur le chemin de la vie                                                   |
| L’homme au centre de l’Univers en expansion                   | Louis Leygue                                                                      | Lycée Georges-Clemenceau                                       | Œuvre du 1%. | 1960                                 | 49° 15′ 06″ nord, 4° 02′ 45″ est | L’homme au centre de l’Univers en expansion                               |
| La Vigne                                                      | René de Saint-Marceaux                                                            | Hôtel de ville, façade côté cour                               | | À déterminer                         | 49° 15′ 30″ nord, 4° 01′ 54″ est | La Vigne                                                                  |
| Buste de Henri Deneux                                         | Leandro Berra                                                                     | Square Henri DENEUX                                            | | 2017                                 | 49° 15′ 14″ nord, 4° 02′ 07″ est | Image manquante                                                           |
| Monument au premier vol intercités par Henri Farman           | M&R Clauzier                                                                      | Avenue Henri Farman                                            | | 1960                                 | 49° 14′ 22″ nord, 4° 03′ 35″ est | Monument au premier vol intercités par Henri Farman                       |
| Buste de Georges JANTZY                                       | Edouard Sediey                                                                    | Square Georges Jantzy                                          | | 1938                                 | 49° 14′ 48″ nord, 4° 02′ 42″ est | Buste de Georges JANTZY                                                   |
| Raymond Kopa                                                  | Carl Payne                                                                        | Stade Delaune                                                  | | 2018                                 | 49° 14′ 47″ nord, 4° 01′ 29″ est | Raymond Kopa                                                              |
| Just Fontaine                                                 | Juan Carlos Carillo                                                               | Stade Delaune                                                  | |                                      | 49° 14′ 47″ nord, 4° 01′ 29″ est | Just Fontaine                                                             |
| Projet Art2 πR                                                | Habitants de la Cité du Chemin Vert et Yann Jost                                  | Place du 11 Novembre                                           | | À déterminer                         | 49° 14′ 54″ nord, 4° 03′ 25″ est | Projet Art2 πR                                                            |
| La ronde                                                      | Pierre Fillos                                                                     | 132 Rue Pierre Brossolette                                     | | 1974                                 | 49° 16′ 08″ nord, 4° 00′ 52″ est | Image manquante                                                           |
| Instable                                                      | Claude Viseux                                                                     | École primaire Vasco de Gama, 16 boulevard Vasco de Gama       | Œuvre du 1%. | 1975                                 | 49° 13′ 39″ nord, 4° 01′ 59″ est | Instable                                                                  |
| Formes en expansion                                           | Francesco Marino Di Teana                                                         | École primaire Adriatique, 13 rue de l'adriatique              | Œuvre du 1%. | 1971                                 | 49° 14′ 58″ nord, 4° 03′ 52″ est | Image manquante                                                           |
| Titre à déterminer                                            | À déterminer                                                                      | École élémentaire du Docteur Roux, 29 chemin des Charbonniers  | Œuvre du 1%. | 1959                                 | 49° 13′ 58″ nord, 4° 01′ 33″ est | Titre à déterminer                                                        |
| Titre à déterminer                                            | Lalande Du Temple                                                                 | École maternelle du Docteur Roux, 29 chemin des Charbonniers   | Œuvre du 1%. | À déterminer                         | 49° 13′ 58″ nord, 4° 01′ 29″ est | Titre à déterminer                                                        |
| Titre à déterminer                                            | Bernard PELTRIAUX et lycéens du Lycée Gustave Eiffel                              | Lycée Gustave Eiffel, 34 rue de Neufchâtel                     | Œuvre du 1%. | À déterminer                         | 49° 16′ 31″ nord, 4° 01′ 37″ est | Titre à déterminer                                                        |
| Les Oiseaux                                                   | Madeleine Mocquot et Max Sautet                                                   | Groupe scolaire Charles Arnould, 125 Boulevard Charles-Arnould | Œuvre du 1%. | 1954                                 | 49° 15′ 55″ nord, 4° 00′ 43″ est | Image manquante                                                           |
| Sans titre                                                    | Robert Fachard                                                                    | Collège François Legros, 2 rue François Legros                 | Œuvre du 1%. | 1976                                 | 49° 14′ 14″ nord, 4° 00′ 42″ est | Image manquante                                                           |
| Sans titre                                                    | William Noblet                                                                    | Maison des Agriculteurs, 2 Rue Léon Patoux                     | | À déterminer                         | 49° 14′ 09″ nord, 4° 03′ 59″ est | Sans titre                                                                |
| Petite fille à l'éolienne                                     | Guy Lartigue                                                                      | Ecole élementaire Avranches,1 rue d'avranches                  | | 1958                                 | 49° 14′ 14″ nord, 4° 00′ 57″ est | Image manquante                                                           |
| Une femme                                                     | Léopold Kretz                                                                     | Groupe scolaire Charles Arnould, 125 Boulevard Charles-Arnould | Œuvre du 1%. | année 60 ?                           | 49° 15′ 54″ nord, 4° 00′ 45″ est | Image manquante                                                           |
| Un homme                                                      | Léopold Kretz                                                                     | Groupe scolaire Charles Arnould, 125 Boulevard Charles-Arnould | Œuvre du 1%. | année 60 ?                           | 49° 15′ 53″ nord, 4° 00′ 44″ est | Image manquante                                                           |
| Sans titre                                                    | Albert Mulphin                                                                    | Parking Place des argonautes                                   | | 1975                                 | 49° 13′ 38″ nord, 4° 02′ 07″ est | Image manquante                                                           |
| Écriture                                                      | Marc-Hugo Finaly                                                                  | Esplanade Marcel Paul                                          | Œuvres différentes sur 5 pignons et sur 5 panneaux.                                                                                             | 1985                                 | 49° 12′ 38″ nord, 4° 01′ 18″ est | Écriture                                                                  |
| Sans titre                                                    | Albert Féraud                                                                     | Allée de l'Espagne                                             | | 1970                                 | 49° 15′ 01″ nord, 4° 03′ 48″ est | Image manquante                                                           |
| Sans titre                                                    | Robert Fachard                                                                    | Groupe scolaire Gallieni, Rue du maréchal Galliéni             | Œuvre du 1%. | 1968                                 | 49° 16′ 47″ nord, 4° 01′ 27″ est | Image manquante                                                           |
| Sans titre                                                    | Albert Feraud                                                                     | ESAD, 3 boulevard Franchet d'Esperet                           | Œuvre du 1%. | 1975                                 | 49° 14′ 31″ nord, 4° 00′ 56″ est | Image manquante                                                           |
| La Paix                                                       | Antoine-Louis Barye                                                               | Jardin du musée des beaux-arts de Reims                        | Œuvre complétée par 3 autres figures allégoriques : La Force, L'Ordre et La Guerre.                                                             | À déterminer                         | 49° 15′ 10″ nord, 4° 01′ 48″ est | La Paix                                                                   |
| L'Architecture                                                | Paul Landowski                                                                    | Parc des Buttes Saint-Nicaise                                  | œuvre (1907 ?), initialement installée dans les jardins du Carrousel du Louvre.                                                                 | 1933                                 | 49° 15′ 29″ nord, 4° 01′ 54″ est | L'Architecture                                                            |
| Sculpture-stèle en pierre de 310x60x57                        | André Bizette-Lindet                                                              | école élémentaire Barthou, 9 boulevard Louis Barthou           | | 1959                                 | à géolocaliser                   | Image manquante                                                           |
| Peinture murale de 150 X 90                                   | Lalande du Temple                                                                 | école maternelle Barthou, 9 boulevard Louis Barthou            | | 1959                                 | à géolocaliser                   | Image manquante                                                           |
| La tortue                                                     | À déterminer                                                                      | école maternelle du docteur Roux, 9 boulevard du Docteur Roux  | | À déterminer                         | à géolocaliser                   | Image manquante                                                           |
| sans titre                                                    | Philippe Hiquily                                                                  | école élémentaire Tournebonneau, 8 rue Tournebonneau           | | 1975                                 | 49° 14′ 29″ nord, 4° 02′ 25″ est | Image manquante                                                           |
| Peinture sur toile de 160 x 400                               | Hanna Ben Dov                                                                     | école maternelle Yser, 16 avenue Yser                          | | 1975                                 | à géolocaliser                   | Image manquante                                                           |
|                                                               | Hélène Mai (pseudonyme de Jeanne Lartigue)                                        | école général Carré, 29 rue du général Carré                   | | 1964                                 | à géolocaliser                   | Image manquante                                                           |
| Titre à déterminer                                            | À déterminer                                                                      | école général Carré, 29 rue du général Carré                   | | À déterminer                         | 49° 15′ 21″ nord, 4° 03′ 26″ est | Titre à déterminer                                                        |
| Sculpture en pierre blanche                                   | Gérard Lanvin                                                                     | école maternelle Charpentier                                   | | 1975                                 | 49° 16′ 43″ nord, 4° 01′ 06″ est | Image manquante                                                           |
| Axe                                                           | Christian Lapie                                                                   | Angle de la Rue Philippe et du pont Huet                       | | 2021                                 | 49° 16′ 07″ nord, 4° 02′ 07″ est | Axe                                                                       |
| Titre à déterminer                                            | À déterminer                                                                      | 9 rue d'Oseille                                                | | À déterminer                         | 49° 14′ 45″ nord, 4° 02′ 30″ est | Titre à déterminer                                                        |
| Titre à déterminer                                            | Eugène-Antoine Aizelin                                                            | Collège des Jésuites de Reims                                  | |                                      | 49° 14′ 47″ nord, 4° 02′ 26″ est | Image manquante                                                           |

### Œuvres à l'intérieur des bâtiments
| Œuvre                                                      | Auteur                                  | Localisation                                                                                              | Notes        | Installation | Coordonnées                      | Illustration                                               |
| ---------------------------------------------------------- | --------------------------------------- | --- | ------------ | ------------ | -------------------------------- | ---------------------------------------------------------- |
| Titre à déterminer                                         | À déterminer                            | Salle d'audience du Conseil des prud'hommes Reims                                                         |              |              | à géolocaliser                   | Image manquante                                            |
| Titre à déterminer                                         | À déterminer                            | bâtiment d'odontologie du CHRU                                                                            | Œuvre du 1%. | 1980         | 49° 14′ 43″ nord, 4° 02′ 11″ est | Titre à déterminer                                         |
| Flore                                                      | José SUBIRÀ-PUIG                        | Cour d'Appel de Reims, 201 rue des Capucins                                                               | Œuvre du 1%. | 1980         | 49° 14′ 43″ nord, 4° 02′ 11″ est | Flore                                                      |
| Titre à déterminer                                         | Gilles Guias                            | Hôtel de police de Reims, 40 Boulevard Louis-Roederer                                                     | Œuvre du 1%. | vers 1980    | à géolocaliser                   | Titre à déterminer                                         |
| Enfants et leurs mères jouant dans des paysages champêtres | Jean Robert de la Montagne de st-Hubert | Hall d'accueil de l'Hôpital Américain de Reims                                                            |              | 1925         | 49° 13′ 49″ nord, 4° 01′ 00″ est | Enfants et leurs mères jouant dans des paysages champêtres |
| Mosaïque en sept panneaux                                  | Raoul Ubac                              | Rotonde de l'amphithéâtre du Campus Moulin de la Housse                                                   | Œuvre du 1%. | 1970         | à géolocaliser                   | Mosaïque en sept panneaux                                  |
| Fenêtre                                                    | Geneviève Asse                          | Lycée professionnel Europe                                                                                | Œuvre du 1%. | 1976         | 49° 14′ 58″ nord, 4° 03′ 31″ est | Image manquante                                            |
| Les Vendanges                                              | Jean Lurçat                             | Lycée Georges-Clemenceau, 46 avenue Georges Clémenceau                                                    | Œuvre du 1%. | 1959         | 49° 15′ 06″ nord, 4° 02′ 45″ est | Image manquante                                            |
| Aquarium                                                   | Jean Lurçat                             | Salle des actes du bâtiment administratif de l’UFR de Sciences exactes et naturelles à l’entrée du Campus | Œuvre du 1%. | 1959         | à géolocaliser                   | Image manquante                                            |
| 269 photographies                                          | Chrystèle Lerisse                       | Amphithéâtre de l'IUT de Reims                                                                            | Œuvre du 1%. | 1960         | à géolocaliser                   | 269 photographies                                          |
| sans titre                                                 | Jean-Jacques Staebler                   | Campus Moulin de la Housse                                                                                |              | À déterminer | à géolocaliser                   | sans titre                                                 |
| sans titre                                                 | Jean-Jacques Staebler                   | Campus Moulin de la Housse                                                                                |              | À déterminer | à géolocaliser                   | sans titre                                                 |
| sans titre                                                 | Joël Moulin                             | Campus santé, Croix-rouge                                                                                 |              | 1980         | à géolocaliser                   | Image manquante                                            |
| Le moulin à prière                                         | Jean-luc Merklen                        | Collège Georges Braque, 3 rue Adrien Sénéchal                                                             | Œuvre du 1%. | 1980         | 49° 13′ 23″ nord, 4° 01′ 00″ est | Le moulin à prière                                         |
| Relief                                                     | Robert Fachard                          | Lycée Gustave Eiffel (ancien CET Neuchatel)                                                               | Œuvre du 1%. | 1966         | à géolocaliser                   | Relief                                                     |
| Titre à déterminer                                         | Paul Aïzpiri                            | Cafétéria de la Résidence universitaire,                                                                  | Œuvre du 1%. | 1967         | 49° 14′ 28″ nord, 4° 03′ 28″ est | Image manquante                                            |
| Le Coq                                                     | Guy Lartigue                            | Groupe scolaire Louvois                                                                                   | Œuvre du 1%. | 1968         | à géolocaliser                   | Image manquante                                            |
| De l'exil                                                  | Gracia Barrios                          | Cour d'Appel 201 rue des Capucins à Reims                                                                 |              | 1980         | 49° 14′ 43″ nord, 4° 02′ 11″ est | Image manquante                                            |
| Après-midi paisible                                        | Patrick Baillet                         | Cour d'Appel 201 rue des Capucins à Reims                                                                 |              | 1982         | 49° 14′ 43″ nord, 4° 02′ 11″ est | Image manquante                                            |

### Fontaines
| Œuvre                                                          | Auteur                                                           | Localisation                                           | Notes                                         | Installation                       | Coordonnées                      | Illustration                         |
| -------------------------------------------------------------- | ---------------------------------------------------------------- | ------------------------------------------------------ | --------------------------------------------- | ---------------------------------- | -------------------------------- | ------------------------------------ |
| Fontaine des Boucheries                                        | A. Capron ?                                                      | Place Jules-Lobet                                      | Déplacée à 2 reprises.                        | 1770                               | 49° 15′ 28″ nord, 4° 01′ 44″ est | Fontaine des Boucheries              |
| Fontaine Place Museux                                          | À déterminer                                                     | Place Museux                                           | Deux fontaines identiques                     | À déterminer                       | 49° 14′ 48″ nord, 4° 02′ 26″ est | Fontaine Place Museux                |
| Miroir d'eau basilique Saint-Remi                              | À déterminer                                                     | Esplanade Fléchambault                                 |                                               | À déterminer                       | 49° 14′ 33″ nord, 4° 02′ 25″ est | Miroir d'eau Basilique Saint Remi    |
| Fontaine Karbowsky                                             | Adrien Karbowsky                                                 | rue Paul Voisin                                        | Copie de la fontaine d'Adrien Karbowsky .     | À déterminer                       | 49° 14′ 42″ nord, 4° 03′ 34″ est | Fontaine Karbowsky                   |
| Ancienne fontaine Godinot                                      | À déterminer                                                     | Rue des Créneaux                                       |                                               | À déterminer                       | 49° 14′ 37″ nord, 4° 02′ 38″ est | Ancienne fontaine Godinot            |
| Fontaine Buirette                                              | À déterminer                                                     | Rue Buirette                                           | Ensemble de huit bassins répartis sur la rue. | 2008                               | 49° 15′ 16″ nord, 4° 01′ 31″ est | Fontaine Buirette                    |
| Fontaine de la Cathédrale                                      | À déterminer                                                     | Place du Cardinal-Luçon                                |                                               | 2008                               | 49° 15′ 11″ nord, 4° 02′ 00″ est | Fontaine de la Cathédrale            |
| Fontaine Chatellus                                             | À déterminer                                                     | Parc Christian Pozzo di Borgo                          |                                               | À déterminer                       | 49° 16′ 21″ nord, 4° 01′ 37″ est | Fontaine Chatellus                   |
| Bassin de l'Europe                                             | À déterminer                                                     | Parc Jean Moulin                                       |                                               | 1970                               | 49° 15′ 13″ nord, 4° 03′ 38″ est | Bassin de l'Europe                   |
| Fontaine Forum                                                 | À déterminer                                                     | Place du Forum                                         |                                               | 2003                               | 49° 15′ 23″ nord, 4° 02′ 01″ est | Fontaine Forum                       |
| Fontaine de l'enfant Jésus                                     | À déterminer                                                     | Maison des Sœurs de l'Enfant Jésus, 48 rue du Barbâtre | Accès lors des journées du patrimoine.        | À déterminer                       | 49° 14′ 57″ nord, 4° 02′ 21″ est | Fontaine de l'enfant Jésus           |
| Fontaine Godinot                                               | Léon Chapelain                                                   | Place Godinot                                          |                                               | 1843                               | 49° 15′ 11″ nord, 4° 02′ 16″ est | Fontaine Godinot                     |
| Fontaines des Hautes Promenades                                | À déterminer                                                     | Boulevards Joffre et Foch                              |                                               | 1980                               | 49° 15′ 33″ nord, 4° 01′ 37″ est | Fontaines des Hautes Promenades      |
| Fontaines des Hautes Promenades                                | À déterminer                                                     | allée des 7 et 8 mai 1945                              |                                               | 2020                               | 49° 15′ 33″ nord, 4° 01′ 37″ est | Fontaines des Hautes Promenades      |
| Cascade du jardin d'horticulture                               | À déterminer                                                     | Jardin d'horticulture Pierre-Schneiter                 |                                               | 1993                               | 49° 15′ 20″ nord, 4° 01′ 12″ est | Fontaine du jardin d'horticulture    |
| Fontaine Jeanne d'Arc                                          | À déterminer                                                     | Rues Verrier et d'Arlington                            |                                               | 2014                               | 49° 15′ 09″ nord, 4° 03′ 21″ est | Image manquante                      |
| Fontaine Léon Bourgeois                                        | À déterminer                                                     | Place Léon Bourgeois                                   |                                               | 1980                               | 49° 15′ 28″ nord, 4° 02′ 07″ est | Fontaine Léon Bourgeois              |
| Fontaine au Marché au drap                                     | Guillaume Coustou                                                | Musée Saint-Remi                                       |                                               | 1753                               | 49° 14′ 36″ nord, 4° 02′ 29″ est | Fontaine au Marché au drap           |
| Fontaine Murigny                                               | À déterminer                                                     | Parc Pierre-Mendès-France                              |                                               | 1980                               | à géolocaliser                   | Fontaine Murigny                     |
| Bassin du parc Léo Lagrange                                    | À déterminer                                                     | Parc Léo-Lagrange                                      |                                               | 1975                               | 49° 14′ 47″ nord, 4° 01′ 16″ est | Bassin du parc Léo Lagrange          |
| Fontaines de la Patte d'Oie                                    | À déterminer                                                     | Parc de la Patte d'oie                                 |                                               | À déterminer                       | 49° 15′ 09″ nord, 4° 01′ 17″ est | Fontaines de la Patte d'Oie          |
| Fontaines de la Patte d'Oie                                    | À déterminer                                                     | Parc de la Patte d'oie                                 |                                               | 1993                               | 49° 15′ 09″ nord, 4° 01′ 17″ est | Fontaines de la Patte d'Oie          |
| Fontaine de la Solidarité                                      | À déterminer                                                     | Place Drouet-d'Erlon                                   |                                               | 1977                               | 49° 15′ 15″ nord, 4° 01′ 40″ est | Fontaine de la Solidarité            |
| Fontaine Subé                                                  | Paul Gasq, Paul Auban, Louis Baralis, Charles Wéry, André Najoux | Place Drouet-d'Erlon                                   |                                               | 1908                               | 49° 15′ 18″ nord, 4° 01′ 38″ est | Fontaine Subé                        |
| Fontaine des victimes de la Gestapo                            | À déterminer                                                     | Square des Victimes de la Gestapo                      |                                               | 1988                               | 49° 15′ 14″ nord, 4° 01′ 34″ est | Fontaine des victimes de la Gestapo  |
| Fontaine de la Vigne, quelquefois dite "" Mousse de Champagne" | René de Saint-Marceaux                                           | Cour de l'Hôtel de ville                               |                                               | Créée en 1888 et installée en 1905 | 49° 15′ 30″ nord, 4° 01′ 54″ est | Fontaine de la Vigne                 |
| Fontaine de la Connaissance                                    | À déterminer                                                     | Bibliothèque Carnegie, 2 place Carnegie                |                                               | 1927                               | 49° 15′ 11″ nord, 4° 02′ 08″ est | Fontaine de la bibliothèque Carnegie |
| Fontaine Wallace                                               | Charles-Auguste Lebourg                                          | Boulevard Saint-Marceaux                               |                                               | À déterminer                       | 49° 15′ 06″ nord, 4° 02′ 36″ est | Fontaine Wallace                     |
| Fontaine Wallace                                               | Charles-Auguste Lebourg                                          | Parc de la Patte d'oie                                 |                                               | À déterminer                       | 49° 15′ 15″ nord, 4° 01′ 17″ est | Fontaine Wallace                     |
| Fontaine Wallace                                               | Charles-Auguste Lebourg                                          | Place Jules-Ferry                                      |                                               | À déterminer                       | 49° 15′ 26″ nord, 4° 02′ 51″ est | Fontaine Wallace                     |
| Fontaine Wallace                                               | Charles-Auguste Lebourg                                          | Place Luton                                            |                                               | À déterminer                       | 49° 16′ 12″ nord, 4° 01′ 33″ est | Fontaine Wallace                     |
| Fontaine Wallace                                               | Charles-Auguste Lebourg                                          | Place Saint-Thomas                                     |                                               | À déterminer                       | 49° 15′ 55″ nord, 4° 01′ 32″ est | Fontaine Wallace                     |
| Fontaine Wallace                                               | Charles-Auguste Lebourg                                          | Square Charles-Sarazin                                 | Antérieurement installée Place Museux.        | À déterminer                       | 49° 15′ 27″ nord, 4° 02′ 04″ est | Fontaine Wallace                     |
| Fontaine Wallace                                               | Charles-Auguste Lebourg                                          | Square Ponsardin                                       |                                               | À déterminer                       | 49° 14′ 52″ nord, 4° 02′ 37″ est | Fontaine Wallace                     |
| Titre à déterminer                                             | À déterminer                                                     | Square René et Henri Druart                            |                                               | À déterminer                       | 49° 15′ 08″ nord, 4° 01′ 53″ est | Titre à déterminer                   |
| Titre à déterminer                                             | À déterminer                                                     | Jardin des sens, Parc de Champagne                     |                                               | À déterminer                       | 49° 14′ 19″ nord, 4° 03′ 12″ est | Titre à déterminer                   |

### Peintures murales
| Œuvre                                        | Auteur                                             | Localisation                                                                        | Notes                    | Installation | Coordonnées                             | Illustration                                      |
| -------------------------------------------- | -------------------------------------------------- | ----------------------------------------------------------------------------------- | ------------------------ | ------------ | --------------------------------------- | ------------------------------------------------- |
| ZI (the artists)                             | multiple graffeurs                                 | Rue Philippe                                                                        |                          | 1977         | 49° 16′ 11,19″ nord, 4° 02′ 12,235″ est | ZI (the artists)                                  |
| Raymond Kopa                                 | Kusek                                              | stade Auguste-Delaune                                                               |                          | 2024         | à géolocaliser                          | Raymond Kopa                                      |
| Sans titre                                   | Philippe Drouart                                   | Espace Rencontre Le Creuset, 14 allée Edmond Pottelain                              |                          | 1977         | 49° 16′ 01″ nord, 4° 04′ 21″ est        | Sans titre                                        |
| Le Champagne                                 | Philippe Betrancourt                               | 26 Rue de Taissy                                                                    | disparue                 | 1988         | 49° 14′ 10″ nord, 4° 02′ 32″ est        | Le Champagne                                      |
| Le sourire rémois                            | Céz Art                                            | 26 Rue de Taissy                                                                    | remplace celle ci-dessus | 2023         | 49° 14′ 10″ nord, 4° 02′ 32″ est        | Le sourire rémois                                 |
| Titre à déterminer                           | Michel Gemignani                                   | Collège Pierre Brossolette (ancien CES "Bourgoin - Lamouche") 7 Rue Roland Dorgelès |                          | 1977         | 49° 16′ 07″ nord, 4° 01′ 04″ est        | Image manquante                                   |
| Orgeval (re)fait le mur                      | Marie-Pierre GABEUR, Najime HOCINI, Emmanuel SERPE | 49 Rue du Docteur-Albert-Schweitzer                                                 |                          | 2012         | 49° 16′ 55″ nord, 4° 01′ 12″ est        | Orgeval (re)fait le mur                           |
| Titre à déterminer                           | Najime Hocini                                      | 1 et 3 rue Auguste Walbaum                                                          |                          | 2020         | 49° 16′ 31″ nord, 4° 00′ 42″ est        | Titre à déterminer                                |
| Titre à déterminer                           | Art is Custom                                      | 4 et 6 rue Auguste Walbaum                                                          |                          | 2022         | 49° 16′ 31″ nord, 4° 00′ 42″ est        | Image manquante                                   |
| Titre à déterminer                           | MAT x ZEKKY                                        | 5 et 7 rue Auguste Walbaum                                                          |                          | 2021         | 49° 16′ 31″ nord, 4° 00′ 42″ est        | Titre à déterminer                                |
| Titre à déterminer                           | Ametist et Morphem                                 | 2 Esplanade Léo Lagrange                                                            |                          | Juin 2018    | 49° 14′ 39″ nord, 4° 01′ 34″ est        | Titre à déterminer                                |
| Fresque représentant la tête du roi Lothaire | ApSet                                              | Gymnase Tournebonneau rue Tournebonneau                                             |                          | Juin 2019    | 49° 14′ 27″ nord, 4° 02′ 19″ est        | Tête du roi Lothaire d’Apset 12 rue Tournebonneau |

### Œuvres diverses
| Œuvre                     | Auteur       | Localisation                                  | Notes          | Installation    | Coordonnées                      | Illustration              |
| ------------------------- | ------------ | --------------------------------------------- | -------------- | --------------- | -------------------------------- | ------------------------- |
| Titre à déterminer        | À déterminer | Immeuble Le Ruban Bleu, Boulevard Paul Doumer | œuvres droite. | À déterminer    | 49° 14′ 52″ nord, 4° 01′ 43″ est | Titre à déterminer        |
| Titre à déterminer        | À déterminer | Immeuble Le Ruban Bleu, Boulevard Paul Doumer | œuvres gauche. | À déterminer    | 49° 14′ 52″ nord, 4° 01′ 43″ est | Titre à déterminer        |
| Main                      | À déterminer | Quai du Pré aux Moines                        |                | À déterminer    | 49° 14′ 01″ nord, 4° 02′ 48″ est | Main                      |
| Œuf                       | À déterminer | Avenue du Général de Gaulle                   |                | À déterminer    | 49° 14′ 44″ nord, 4° 01′ 02″ est | Œuf                       |
| Mémorial Joseph Wresinski | À déterminer | Rue Robert de Coucy                           |                | 12 Octobre 2007 | 49° 15′ 15″ nord, 4° 02′ 02″ est | Mémorial Joseph Wresinski |